# Эмин Герай
Эмин Герай (крым. Emin Geray, أمين كراى‎; ум. 1551), или Имин-Гирей, — крымский калга (1537—1551). Старший сын крымского хана Сахиба I Герая и внук крымского хана Менгли I Герая.

## Биография
В 1537 году Сахиб Герай приказал убить своего племянника, калга-султана Ахмеда Герая (1535—1537), сына хана Саадета I Герая, после этого Эмин Герай стал его соправителей и калгой.
Эмин Герай участвовал в военных походах своего отца Сахиб Герая на южные русские и литовские пограничные владения. В октябре 1539 года Эмин Герай возглавил набег на южнорусские земли, разорив окрестности Каширы. Князь Семён Иванович Телятевский-Пунков (Микулинский), выйдя из Рязани, сумел захватить «языков». Татары, не зная количества русских сил, предпочли отступить.
Летом 1541 года Эмин Герай участвовал в крупном походе Сахиба Герая на земли Московского княжества. Вначале крымский хан с войском осадил Зарайск, но не смог взять город и продолжил своё наступление вглубь русских владений. Московские полки, сосредоточенные на южной границе, смогли отразить крымско-татарскую конницу от берегов реки Ока. Сахиб Герай потерпел поражение и отступил от Оки. По пути крымское войско осадило город Пронск, но было отражено русским гарнизоном. Узнав о приближении русской рати, Сахиб Герай снял осаду и стал отходить в степи. Во время отступления Эмин Герай отделился от главных сил и попытался разорить одоевские места. Однако князь В. И. Воротынский с дружиной выступил из Одоева против татар и нанес им поражение. Эмин Герай был разбит и также бежал в степи.
В марте 1542 году Эмин Герай напал на Северскую область. Татары окрестности Путивля, Стародуба и Новгород-Северского. Следующая попытка Эмина Герая была предпринята в августе того же года, когда крымцы пытались напасть на Рязанскую область. Однако, увидев полки Петра Пронского, войска пошли назад, и воеводы украинских городов провожали их до Мечи. На Куликовом поле русские сторожа побили татарских.
В декабре 1544 года Эмин Герай в очередной раз вторгся в южнорусские владения, на сей раз напав на Белёвское и Одоевское княжества. Из-за конфликта между великими князьями-воеводами Щентяевым, Шкурлятевым и Воротынским татары не встретили русского войска и ушли с большим полоном. По словам летописца, «Того ради не пошли помогать тем местам, из-за чего татары, захватив многих пленников, ушли».
В 1551 году турецкий султан Сулейман Великополепный (1520—1566) решил отстранить от власти Сахиба Герая и возвести на ханский престол его племянника Девлета Герая. Царевич Девлет Герай длительное время в качестве заложника проживал в Стамбуле и добился расположения османского султана. Девлет Герай с турецкими янычарами отплыл из Стамбула в Крым. По приказу Порты крымский хан Сахиб Герай с войском выступил в поход на черкесов, оставив в Крыму Эмина Герая. Девлет Герай, воспользовавшись отсутствием Сахиба I, высадился в Крыму и занял Бахчисарай, столицу ханства.
Эмин Герай выступил на Бахчисарай с войском, которое перешло на сторону нового крымского хана Девлета Герая. Сахиб Герай с войском прибыл в Тамань, где был убит агентами Девлета Герая. Все сыновья Сахиба Герая также были перебиты. Эмин Герай бежал в свою резиденцию, но на реке Альме был убит своими слугами. Двое его малолетних сыновей — Джафер (1541—1551) и Кутлуг (1548—1551) были убиты Мансурами в Салачике.